# João Ferreira Lima
João Ferreira Lima (Nazaré da Mata, 18 de novembro de 1895 — 1959) foi um político brasileiro. Exerceu o mandato de deputado federal constituinte pelo Pernambuco em 1946.